# Hydraena sharpi
Hydraena sharpi é uma espécie de insetos coleópteros polífagos pertencente à família Hydraenidae.
A autoridade científica da espécie é Rey, tendo sido descrita no ano de 1886.
Trata-se de uma espécie presente no território português.